# Clementinae
Las Clementinae o clementinas son una colección de decretales y constituciones que tenía valor jurídico oficial dentro de la Iglesia católica. Fue la última de estas colecciones con carácter oficial que un Papa mandó compilar.
Fueron reunidas durante el pontificado de Clemente V de quien reciben el nombre por cuanto esta colección resultaba novedosa y fue presentada durante un consistorio de cardenales realizado en Montreux en el año 1314. Esta nueva colección, más suave en temas disciplinares que otras anteriores, fue llamada Liber septimus por el Papa Clemente. La idea del pontífice era darles validez jurídica enviándolas a las universidades para su estudio. Sin embargo, la muerte le impidió hacerlo y su sucesor, Juan XXII mandó revisar el texto y la promulgó el 25 de octubre de 1317 mediante una bula llamada Quoniam nulla. Juan de Andrea, conocido canonista del tiempo, rechazó el nombre de Liber septimus y optó por el de Constitutiones Clementis V o Clementinae. 
El documento tuvo carácter jurídico hasta la promulgación del Código de derecho canónico de 1917 que, de alguna manera, incluyó en sí toda la legislación anterior actualizándola. 
Sigue el esquema en cinco puntos de las decretales de Gregorio IX. Dentro de esos cinco puntos trata 52 títulos y 106 capítulos. 